# أوبومي

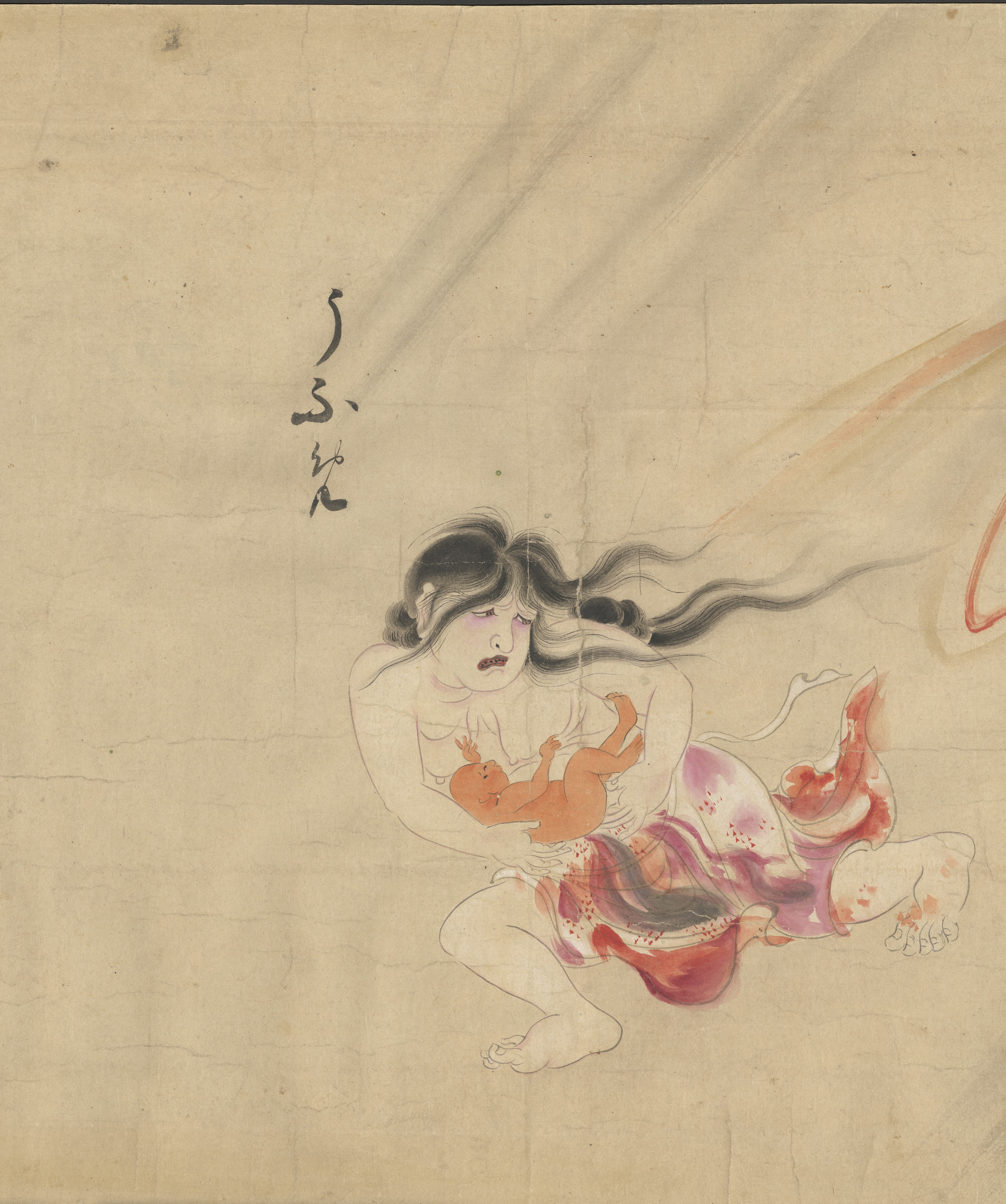
Ubume うぶめ من Bakemono no e (化物之繪، ج. 1700)، مجموعة Harry F. Bruning للكتب والمخطوطات اليابانية، مجموعات L. Tom Perry الخاصة ، مكتبة Harold B. Lee ، جامعة بريغهام يونغ.

أوبومي (باليابانية: 産女) هي يوكاي يابانية للنساء الحوامل. ويمكن أيضًا كتابتها على أنها 憂婦女鳥. تختلف هوية ومظهر أوبومي في القصص الشعبية والأدب. ومع ذلك، يتم تصويرها عادةً على أنها روح امرأة ماتت أثناء الولادة. يراها المارة كامرأة ذات مظهر طبيعي تحمل طفلًا. وعادةً ما تحاول إعطاء المارة طفلها ثم تختفي. وعندما يذهب الشخص لينظر إلى الطفل بين ذراعيه، يكتشف أنه مجرد حزمة من الأوراق أو صخرة كبيرة. كانت فكرة أن النساء الحوامل اللائي يمتن ويُدفن يصبحن "أوبومي" موجودة منذ العصور القديمة؛ ولهذا السبب قيل أنه عندما تموت امرأة حامل قبل الولادة، يجب على المرء أن يقطع الجنين من البطن ويضعه على الأم في عناق أثناء دفنها. في بعض المناطق، إذا لم يكن من الممكن قطع الجنين، توضع دمية بجانبها.